# جرمی آلن وایت
جرمی آلن وایت (انگلیسی: Jeremy Allen White؛ زادهٔ ۱۸ فوریهٔ ۱۹۹۱) بازیگر آمریکایی است. او کارش را با نقش‌های کوچک آغاز کرد تا اینکه نقش برجسته‌اش را با مجموعه کمدی-درام بی‌شرم (۲۰۱۱–۲۰۲۱) گرفت. این نقش برای او نامزدی جوایز تلویزیونی منتخب منتقدان را به همراه داشت. وایت با ایفای نقش یک سرآشپز در مجموعهٔ کمدی-درام خرس (از ۲۰۲۲) مورد توجه قرار گرفت و برای آن سه بار متوالی برندهٔ جایزه گلدن گلوب و دو بار برندهٔ جایزه امی ساعات پربیننده شد. او همچنین نقش کشتی‌گیر کری فون اریش را در پنجه آهنی (۲۰۲۳) و نقش خواننده بروس اسپرینگستین را در از ناکجا نجاتم بده (۲۰۲۵) ایفا کرده است.

## اوایل زندگی
جرمی آلن وایت در منطقه بروکلین شهر نیویورک در ۱۷ فوریه ۱۹۹۱ زاده شد. پدر و مادر او، الوئیز زیگلر و ریچارد وایت، هر دو بازیگر سابق بودند که در هنگام حضور پدر در نمایشی که مادر در آن بازی می‌کرد، با یکدیگر آشنا شدند. او دوران کودکی خود را در محله کارول گاردنز بروکلین سپری کرد. مادرش اهل کارولینای شمالی شمالی است. وایت در کودکی شروع به بازیگری در تئاتر کرد و این تجربه را عاملی برای تقویت اعتماد به نفسش در اجرا می‌دانست.
وایت در دوران دبستان به‌عنوان رقصنده مشغول به فعالیت بود و در سبک‌های باله، جاز و تپ دنس اجرا داشت. زمانی که در سن ۱۳ سالگی به یک برنامه رقص جدید در دبیرستان راه یافت، تصمیم گرفت بازیگری را دنبال کند. او در مدرسه حرفه‌ای هنرهای نمایشی در محله هلز کیچن منهتن تحصیل کرد.

## زندگی شخصی
وایت برای در دوران دبیرستان زمانی که ۱۴ ساله بود، با بازیگر ادیسن تیملین آشنا شد، اگرچه در آن زمان رابطه‌ای بین آنها شکل نگرفت. آن‌ها بار دیگر در سن ۱۷ سالگی و در هنگام فیلم‌برداری فیلم افتراِسکول (۲۰۰۸) با هم ملاقات کردند. این دو در سال ۲۰۱۹ ازدواج کردند و دو دختر دارند که یکی در اکتبر ۲۰۱۸ و دیگری در دسامبر ۲۰۲۰ به دنیا آمده‌اند. در مه ۲۰۲۳، تیملین درخواست طلاق داد.
پس از آن، وایت وارد رابطه‌ای با خواننده اسپانیایی، روسالیا، شد، اما این رابطه در اواسط سال ۲۰۲۴ به پایان رسید. در سپتامبر ۲۰۲۴، او با بازیگر همکارش در سریال خرس، مالی گوردن، وارد رابطه شد؛ پیش‌تر گزارش‌هایی دربارهٔ عکس‌برداری از آن‌ها در حال بوسیدن منتشر شد.

## فیلم‌شناسی

### فیلم
| سال  | عنوان              | نقش              | توضیحات                        | منبع   |
| ---- | ------------------ | ---------------- | ------------------------------ | ------ |
| ۲۰۰۶ | اوهایوی زیبا       | Young Clive      |                                | [ ۱۸ ] |
| ۲۰۰۷ | The Speed of Life  | Sammer           |                                | [ ۱۸ ] |
| ۲۰۰۷ | Aquarium           | David            |                                | [ ۱۹ ] |
| ۲۰۰۸ | The Fourth         | Ryan             | فیلم کوتاه؛ نویسنده؛ تهیه‌کننده | [ ۲۰ ] |
| ۲۰۰۸ | Afterschool        | Dave             |                                | [ ۸ ]  |
| ۲۰۰۹ | Gloria & Eric      | Eric             | فیلم کوتاه                     | [ ۲۰ ] |
| ۲۰۱۰ | دوازده             | Charlie          |                                | [ ۲۱ ] |
| ۲۰۱۲ | The Time Being     | Gus              |                                | [ ۲۲ ] |
| ۲۰۱۳ | فیلم ۴۳            | Kevin Miller     | قسمت: "Homeschooled"           | [ ۲۳ ] |
| ۲۰۱۳ | Bad Turn Worse     | Bobby            |                                | [ ۲۴ ] |
| ۲۰۱۴ | سرقت از اوباش      | Robert Uva       |                                | [ ۲۵ ] |
| ۲۰۱۷ | Chasing You        | Ben              | فیلم کوتاه                     | [ ۲۶ ] |
| ۲۰۱۸ | بعد از همه‌چیز      | Elliot           |                                | [ ۲۷ ] |
| ۲۰۱۸ | Cornflower         | Ladle            | فیلم کوتاه                     | [ ۲۶ ] |
| ۲۰۲۰ | The Rental         | Josh             |                                | [ ۲۸ ] |
| ۲۰۲۰ | وینا و فانتوم‌ها    | Freddy           |                                | [ ۲۹ ] |
| ۲۰۲۱ | کیک تولد           | Tommaso          |                                | [ ۳۰ ] |
| ۲۰۲۳ | فریمانت            | دنیل             |                                | [ ۳۱ ] |
| ۲۰۲۳ | Fingernails        | رایان            |                                | [ ۳۲ ] |
| ۲۰۲۳ | پنجه آهنی          | کری فون اریش     |                                | [ ۳۳ ] |
| ۲۰۲۵ | از ناکجا نجاتم بده | بروس اسپرینگستین |                                | [ ۳۴ ] |
| ۲۰۲۶ | مندلورین و گروگو   | روتای هات        |                                | [ ۳۵ ] |

### تلویزیون
| سال        | عنوان                           | نقش                     | توضیحات             | منبع   |
| ---------- | ------------------------------- | ----------------------- | ------------------- | ------ |
| ۲۰۰۶       | Conviction                      | Jack Phelps             | قسمت: "Deliverance" | [ ۲۰ ] |
| ۲۰۰۷–۲۰۰۸  | نظم و قانون                     | Jeremy                  | قسمت: "Melting Pot" | [ ۳۶ ] |
| ۲۰۰۷–۲۰۰۸  | نظم و قانون                     | Andy Steel              | قسمت: "Driven"      | [ ۳۶ ] |
| ۲۰۱۰       | نظم و قانون: واحد قربانیان ویژه | Michael Parisi          | قسمت: "Torch"       | [ ۳۶ ] |
| ۲۰۱۱–۲۰۲۱  | بی‌شرم                           | Phillip "Lip" Gallagher | نقش اصلی؛ ۱۳۴ قسمت  | [ ۳۷ ] |
| ۲۰۱۸       | هوم‌کامینگ                       | Shrier                  | ۴ قسمت              | [ ۳۸ ] |
| ۲۰۲۲–اکنون | خرس                             | Carmen "Carmy" Berzatto | نقش اصلی            | [ ۳۹ ] |